# NGC 6427
NGC 6427 este o galaxie lenticulară situată în constelația Hercule. A fost descoperită în 2 iulie 1864 de către Albert Marth.